# Help! (cançó)
"Help!" és una cançó de la banda de rock anglesa The Beatles que va donar títol a la pel·lícula de 1965 i l'àlbum de la banda sonora acompanyant. Va ser llançat com a senzill el juliol de 1965, i va ser el número u durant tres setmanes als Estats Units i al Regne Unit. Acreditat a Lennon–McCartney, "Help!" va ser escrit per John Lennon amb l'ajuda de Paul McCartney. Durant una entrevista amb Playboy el 1980, Lennon va explicar: "Tot el tema dels Beatles estava més enllà de la comprensió. Inconscientment estava demanant ajuda".
La cançó es va classificar al número 29 de les 500 millors cançons de tots els temps de Rolling Stone el 2004 i el 2010, i després es va tornar a classificar al número 447 de la llista del 2021. El 2008, l'enregistrament de 1965 de Capitol Records de "Help!" va ser inclòs al Saló de la Fama dels Grammy.

## Composició
La sèrie documental The Beatles Anthology va revelar que Lennon va escriure la lletra de la cançó per expressar el seu estrès després del ràpid èxit dels Beatles. "Estava gros i deprimit i demanava a crits 'Ajuda', va dir Lennon a Playboy. L'escriptor Ian MacDonald descriu la cançó com la primer esquerda a la carcassa protectora que Lennon havia construït al voltant de les seves emocions durant l'ascens a la fama dels Beatles, i una fita important en el seu estil de composició.
A les entrevistes de 1970 a Rolling Stone "Lennon Remembers", Lennon va dir que la cançó era una de les seves preferides entre les cançons dels Beatles que va escriure. En aquestes entrevistes, Lennon va dir que sentia que "Help!" i "Strawberry Fields Forever" van ser les seves cançons més honestes i genuïnes dels Beatles i no només cançons "escrites per encàrrec". Segons el cosí i amic de la infància de Lennon, Stanley Parkes, "Help!" va ser escrita després que Lennon "vingués de l'estudi una nit. "Déu", va dir, "han canviat el títol de la pel·lícula: es dirà "Help!" Ara, doncs, he hagut d'escriure una cançó nova amb el títol "Help!".
Segons McCartney, el 4 d'abril de 1965 va ser cridat per "completar-la", proporcionant l'arranjament de "contramelodia", a casa de Lennon a Weybridge.

## Gravació
Els Beatles van gravar "Help!" en 12 preses el 13 d'abril de 1965 amb equips de quatre pistes. Les nou primeres preses es concentren en el suport instrumental. El riff de guitarra principal descendent que precedeix cada estrofa va resultar difícil, així que a la presa 4 es va decidir posposar-lo per a una sobredoblació. Per guiar l'overdub posterior de George Harrison, Lennon va colpejar el ritme del seu cos de guitarra acústica, que es pot escoltar a la barreja estèreo final. Les veus principals i de suport es van gravar dues vegades a la presa 9, juntament amb una pandereta. Es va aplicar una barreja de reducció a les dues pistes vocals, fent tres intents (de 10 a 12), alliberant una pista per a la sobregrabació de la guitarra principal. Aquest va ser el primer ús del grup de dues màquines de 4 pistes pel mètode de reducció de pistes.
Les veus es van tornar a gravar per a la pel·lícula durant una sessió el 24 de maig de 1965 als CTS Studios, una instal·lació especialitzada en doblatge. A més d'intentar una millor interpretació vocal, la sessió podria haver-se fet per eliminar la pandereta (que havia estat a la mateixa pista que la veu) ja que no apareixia cap pandereta a la seqüència de la pel·lícula. Amb les noves veus, es va crear una mescla mono a CTS Studios que es va utilitzar per a la banda sonora de la pel·lícula. Les mescles per als llançaments discogràfics es van preparar el 18 de juny. Per a la versió mono, George Martin va decidir utilitzar una barreja del cor d'obertura de la presa 12 editada a la resta de la barreja de pel·lícules de CTS. Com que tots els instruments es van combinar en una sola pista per a la sessió CTS, no es va poder utilitzar per a una mescla estèreo, de manera que la mescla estèreo es va fer a partir de la presa 12.
Aquesta versió cinematogràfica de la cançó només es va escoltar en els llançaments originals en VHS de la pel·lícula, posteriorment substituïda per les mescles estèreo. Mai es va publicar un veritable llançament. Es van crear barreges noves per als llançaments del CD Help! (1987), l'àlbum Love (2006) i el DVD Help! (2007).

## Alliberaments

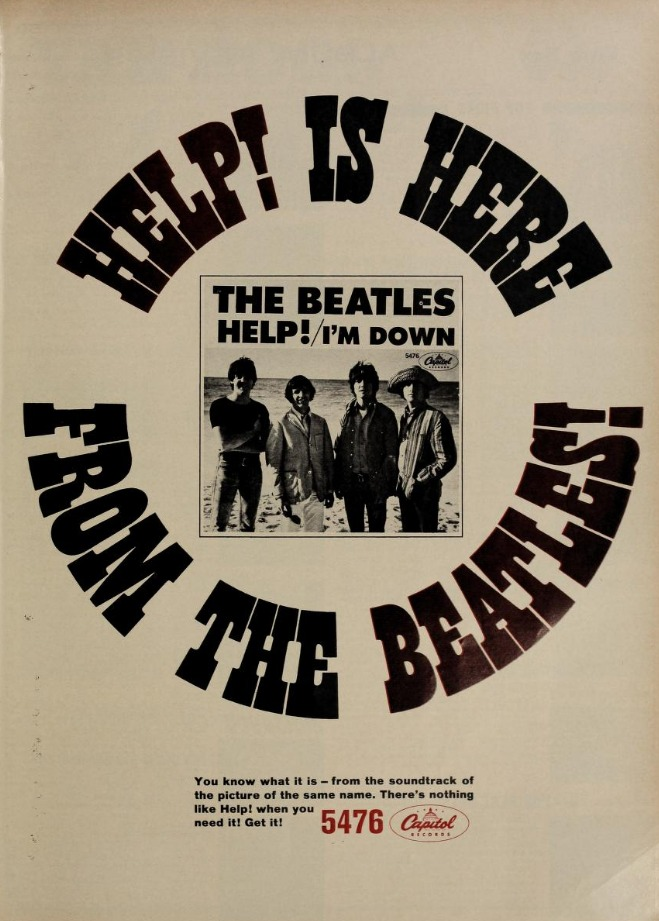
Anunci de "Help!"

"Help!" va arribar al número 1 de les llistes de singles del Regne Unit i dels Estats Units a finals de l'estiu de 1965. Va ser el quart dels sis senzills número 1 consecutius a les llistes americanes: "I Feel Fine", "Eight Days a Week", "Ticket to Ride", "Help!", "Yesterday" i "We Can Work It Out". Als premis Ivor Novello de l'any següent, "Help!" va ser el segon senzill més venut de 1965, darrere de "We Can Work It Out". "Help!" va ser nominat en quatre categories als premis Grammy de 1966, però no va aconseguir guanyar en cap d'elles.
La cançó apareix a l'LP Help! LP, la banda sonora als Estats Units de Help!, 1962–1966, la banda sonora d'Imagine: John Lennon, 1, Love i The Capitol Albums, Volume 2. La versió mono (amb diferents veus i sense tamborí) es va incloure a l'LP Rarities dels Beatles i a la col·lecció The Beatles in Mono. L'àlbum de la banda sonora nord-americana incloïa una introducció a la cançó tipus James Bond, seguida d'una cesura just abans de la lletra inicial. No va aparèixer cap introducció d'aquest tipus a l'àlbum de la banda sonora britànica, ni es va incloure al senzill llançat a cap dels dos països.
Tot i que Lennon estava orgullós de "Help!" i l'honestedat que transmetia, va lamentar que els Beatles l'haguessin gravat a un ritme tan ràpid per tal de donar-li més atractiu comercial. El crític musical Dave Marsh no va estar d'acord, dient: "'Help!' no és un compromís; està ple de vitalitat... [Lennon] sona triomfant, perquè ha trobat un grup d'esperits afins que ofereixen l'ajuda molt espiritual i el suport emocional que demana les harmonies ressonants de Paul, la bateria alegre de Ringo, el boom de la guitarra de George parlen al cor de la passió de Lennon, i encara que no poden curar la ferida, almenys afegeixen una nota de tranquil·litat que no està sol amb el seu dolor".
Cash Box va descriure "Help!" com una "oda de conducció dura i engrescadora sobre un noi pobre que perd part de la seva independència després d'involucrar-se amb una nova noia" que està "segura d'aconseguir acceptació de vendes instantània". Després del llançament del senzill, Record World va predir correctament que aniria al número 1.

## Pel·lícules promocionals
Els Beatles van filmar l'actuació del títol de la pel·lícula Help! el 22 d'abril de 1965. El mateix metratge (sense els dards i els crèdits que es veuen a la seqüència de la pel·lícula) es va utilitzar com a clip per promoure el llançament del senzill. Es va mostrar a partir del juliol de 1965 en programes com Top of the Pops i Thank Your Lucky Stars. Van fer un altre clip promocional de "Help!" el 23 de novembre de 1965 per ser inclòs a l'especial de resum de final d'any de Top of the Pops . Dirigida per Joseph McGrath, el clip en blanc i negre mostra el grup fent mímica de la cançó mentre estan assegut a cavall d'un banc de treball. Starr sosté un paraigua per sobre durant tota la cançó, que esdevé útil a mesura que cau una neu falsa durant el vers final. La promoció del novembre de 1965 es va incloure a la recopilació de vídeos dels Beatles del 2015 1.

## Actuacions en directe
Els Beatles van interpretar "Help!" en directe l'1 d'agost de 1965 la transmissió de Blackpool Night Out, que es va incloure a l'àlbum Anthology 2 i es va mostrar durant el documental The Beatles Anthology. El 14 d'agost, el grup va gravar una actuació en directe de "Help!" i cinc cançons més per The Ed Sullivan Show, emeses el mes següent; l' espectacle està disponible al DVD The 4 Complete Ed Sullivan Shows Starring The Beatles.
"Help!" va ser inclòs a la llista de cants de la gira nord-americana de 1965 de The Beatles. L'actuació del 15 d'agost al Shea Stadium es va veure al documental de 1966 The Beatles at Shea Stadium, tot i que l'àudio de la cançó es va tornar a gravar abans del llançament. L'actuació del grup el 29 d'agost al Hollywood Bowl va ser escollida per a l'àlbum de 1977 The Beatles at the Hollywood Bowl. Els darrers concerts en directe de "Help!" va tenir lloc a la gira britànica de 1965 de The Beatles al desembre.

## Personal
Segons Ian MacDonald:
- John Lennon – veu de doble pista, guitarra rítmica de dotze cordes
- Paul McCartney – cors, baix
- George Harrison – cors, guitarra solista
- Ringo Starr – bateria, pandereta

## Llistes i certificacions
| Llistes (1965)                               | Millor posició |
| -------------------------------------------- | -------------- |
| Austràlia (Kent Music Report)                | 1              |
| Alemanya Federal (Llista oficials alemanyes) | 2              |
| Àustria (Ö3 Austria Top 40)                  | 5              |
| Bèlgica (Ultratop 50 Flandes)                | 5              |
| Bèlgica (Ultratop 50 Valònia)                | 5              |
| Canadà Top Singles (RPM)                     | 1              |
| Espanya (Promusicae)                         | 1              |
| Finlàndia (Suomen virallinen lista)          | 2              |
| Hong Kong                                    | 1              |
| Irlanda (IRMA)                               | 1              |
| Itàlia (Musica e dischi)                     | 3              |
| Nova Zelanda (Lever Hit Parade)              | 1              |
| Noruega (VG-lista)                           | 1              |
| Païssos Baixos (Dutch Top 40)                | 1              |
| Païssos Baixos (Single Top 100)              | 1              |
| Sud-àfrica (Springbok Radio)                 | 1              |
| Suècia (Kvällstoppen)                        | 1              |
| Suècia (Tio i Topp)                          | 2              |
| UK Singles (OCC)                             | 1              |
| US Billboard Hot 100                         | 1              |
| US Cash Box Top 100                          | 1              |

| Llistes 1976     | Millor posició |
| ---------------- | -------------- |
| Irlanda (IRMA)   | 10             |
| UK Singles (OCC) | 37             |

| Llistes (1965)       | Posició |
| -------------------- | ------- |
| Sud-àfrica           | 8       |
| US Billboard Hot 100 | 7       |
| US Cash Box          | 11      |

## Certificacions i vendes
| País                             | Certificació | Vendes    |
| -------------------------------- | ------------ | --------- |
| Espanya (Promusicae              | Or           | 30.000+   |
| Estats Units (RIAA)              | Or           | 1.000.000 |
| França                           | -            | 100.000   |
| Itàlia (FIMI)                    | Or           | 50.000+   |
| Nova Zelanda (Recorded Music NZ) | Or           | 15.000+   |
| Regne Unit (BPI)                 | Platí        | 987.769   |

## Versió de Bananarama
El grup de noies britànic Bananarama va versionar la cançó amb els còmics French & Saunders i Kathy Burke, que van ser acreditats com a Lananeeneenoonoo, que és una parodia del nom de Bananarama. La cançó va ser llançada el febrer de 1989 com el senzill del Red Nose Day per recaptar diners per a Comic Relief. Després es va incloure a la reedició de 1989 de l'àlbum Greatest Hits Collection de Bananarama. El senzill va assolir el número tres de la llista de senzills del Regne Unit i va ser un èxit del Top 10 a diversos països.

### Rerefons i llançament
El desembre de 1988, el duet de comèdia French i Saunders va fer un esquetx especial de Nadal que es va burlar de Bananarama, amb Dawn French interpretant un personatge basat en Keren Woodward i Jennifer Saunders interpretant Sara Dallin. La còmica convidada Kathy Burke va interpretar un personatge basat en Jacquie O'Sullivan. L'esquetx presentava el trio gravant música, sent entrevistat i fent un vídeo.
French va dir que ella i Saunders eren fans de Bananarama i van documentar-se per a l'esquetx veient entrevistes i parlant amb fonts properes a la banda. Bananarama va dir que "havien vist [l'esquetx] abans que fos fins i tot a la televisió" i "tothom pensava que estaríem furioses... però vam riure molt. Va ser divertit". O'Sullivan va descriure l'esquetx, que representava una dinàmica de vegades hostil cap al seu personatge sovint borratxo, com a precís.
Després de l'esquetx, Comic Relief va decidir posar-se en contacte amb French i Saunders per preguntar-li si farien un senzill amb Bananarama, sempre que aquest s'hi acceptés, cosa que van fer "sense dubtar-ho".
El senzill va ser llançat al febrer per al segon Red Nose Day. Dos terços dels diners de les vendes del single es van destinar a treballs de socors a l'Àfrica, i l'altre terç es va destinar a lluitar contra el sensellarisme i l'abús de drogues i alcohol al Regne Unit i Irlanda. Amb l'enorme èxit popular de Red Nose Day, el senzill també va ser un èxit, aconseguint el número 3 al Regne Unit la setmana del Red Nose Day (10 de març) i es va mantenir en aquesta posició la setmana següent.  Això va significar que es va convertir en la cançó conjunta de Bananarama amb més èxit, juntament amb "Robert De Niro's Waiting" i "Love in the First Degree".
"Help!" va ser llançat amb una versió diferent de la cara B de la cançó, titulada "Straight Version" entre claudàtors, que va eliminar les parts còmiques de Lananeeneenoonoo. El senzill de 12 polzades va comptar amb una altra col·laboració amb Lananeeneenoonoo, "Love In The Factory", que era una comèdia de conversa improvisada amb els dos grups reunits a l'estudi.
Per al llançament del senzill de 7 polzades a Europa (fora del Regne Unit) i al Japó, els bàndols es van canviar, amb la "Straight Version" de la cançó a la cara A. Això es va deure al fet que els tres còmics no eren tan coneguts fora del Regne Unit.

### Vídeo musical
El vídeo musical còmic va ser dirigit per Andy Morahan i compta amb els membres de Bananarama i Lananeeneenoonoo tots portant vestits a joc. La seva interpretació coreografiada de la cançó s'intercala amb escenes dels dos grups que intenten esquiar i anar amb patinets per l'estudi de cinema. Diversos ballarins de suport masculins sense camisa, acreditats com a Bassie, Norman i Paul, els acompanyen mentre interpreten la cançó. Lananeeneenoonoo apareix amb diàleg a l'estudi de gravació i l'equip de producció mira desesperat els seus intents de cors de suport.

### Llista de cançons
7-inch: London / LON 222 (UK)
1. "Help!" – 2:58
2. "Help" (Straight Version) – 2:22

7-inch: London / 886 492-7 / SOOP 1111 (Europa i Japó)
1. "Help!" (Straight version) – 2:22
2. "Help!" (Comedy version) – 2:58

12-inch: London / LONX 222 (UK)
1. "Help!" (Extended version) – 6:31
2. "Love In The Factory" (Extended version) – 4:17

CD: London / LONCD 222 (UK)
1. "Help!" – 2:58
2. "Help" (Straight version) – 2:22
3. "Love In The Factory" (Extended version) – 4:17

CD Mini: London / 886 598-3 / P00L 40008 (Alemanya i Japó)
1. "Help" (Straight Version) – 2:22
2. "Help!" – 2:58

### Personal
Músics
- Sara Dallin – vocalista
- Jacquie O'Sullivan – vocalista
- Keren Woodward – vocalista
- Dawn French – cors
- Jennifer Saunders – cors
- Kathy Burke – cors
- Matt Aitken – guitarra, teclats
- Mike Stock – teclats
- George De Angelis – teclats additionals
- Com en altres produccions de Stock Aitken Waterman productions, el bateria és acreditat com 'A. Linn' (basat en el Linn 9000)[68]

Tècnics
- Karen Hewitt, Yoyo - enginyeria
- Pete Hammond - mescla
- Chris McDonnell, Gordon Dennis, Jason Barron, Pete Day, Steve Davies - ajudants de mescla
- Terry O'Neill – fotografia

### Llistes i certificacions
| Llistes (1989)                               | Millor posició |
| -------------------------------------------- | -------------- |
| Alemanya Federal (Llista oficials alemanyes) | 8              |
| Austràlia (ARIA)                             | 25             |
| Bèlgica (Ultratop 50 Flandes)                | 9              |
| Dinamarca (IFPI)                             | 5              |
| Espanya (AFYVE)                              | 4              |
| Europa (European Hot 100 Singles)            | 9              |
| European Airplay Top 50 (Music & Media)      | 6              |
| Finlàndia (Suomen virallinen lista)          | 2              |
| França (SNEP)                                | 6              |
| Irlanda (IRMA)                               | 2              |
| Itàlia (Musica e dischi)                     | 15             |
| Nova Zelanda (Recorded Music NZ)             | 35             |
| Noruega (VG-lista)                           | 6              |
| Païssos Baixos (Dutch Top 40)                | 25             |
| Païssos Baixos (Single Top 100)              | 24             |
| Portugal (AFP)                               | 3              |
| Suècia (Sverigetopplistan)                   | 2              |
| Suïssa (Swiss Hitparade)                     | 8              |
| UK Singles (OCC)                             | 3              |

| Llistes (1989)                            | Posició |
| ----------------------------------------- | ------- |
| Alemanya Federal (Official German Charts) | 53      |
| Bèlgica (Ultratop 50 Flanders)            | 82      |
| Europa (European Hot 100 Singles)         | 26      |
| UK Singles (OCC)                          | 35      |

### Certificacions i vendes
| País             | Certificació | Vendes   |
| ---------------- | ------------ | -------- |
| Suècia (GLF)     | Or           | 25.000+  |
| Regne Unit (BPI) | Argent       | 250.000+ |

## Altres versions
- Deep Purple va llançar una versió de balada al seu àlbum de debut Shades of Deep Purple el 1968. Segons les notes de la caixa de Deep Purple Shades 1968–1998, "Lennon i McCartney van quedar tan noquejats pel tractament de Purple que voldrien que ho haguessin fet ells mateixos".
- John Farnham va llançar una versió de balada amb piano molt més lent de la cançó el 1980. La seva versió va arribar al núm. 8 a la llista de senzills Australian Kent Music Report.[93]
- Tina Turner va gravar una versió de l'arranjament de la cançó de Farnham. Això es va gravar abans i després inclòs al seu àlbum de 1984 Private Dancer. La seva versió va ser un dels 40 millors èxits a diversos països, inclosos Bèlgica, els Països Baixos i el Regne Unit.[94][95]
- El cantant Howie Day va gravar la cançó per a la banda sonora de la pel·lícula de 2001 Em dic Sam.
- La banda de punk rock The Damned la va versionar com la cara B del seu senzill debut New Rose.
- The Carpenters van gravar la cançó al seu àlbum Close To You.